# Саліф Сане
Саліф Сане (фр. Salif Sané, нар. 25 серпня 1990, Лормон) — французький і сенегальський футболіст, захисник німецького клубу «Шальке 04» і національної збірної Сенегалу.

## Клубна кар'єра
У дорослому футболі дебютував 2009 року виступами за другу команду клубу «Бордо», а за наступного року почав грав за головну команду цього ж клубу, за яку протягом сезону 5 разів виходив на поле в усіх турнірах. 
2011 року уклав контракт з клубом «Нансі», у складі якого провів наступні два роки своєї кар'єри гравця. Більшість часу, проведеного у складі «Нансі», вже був основним гравцем захисту команди.
До складу німецького «Ганновер 96» приєднався 2013 року. Станом на 13 травня 2018 року відіграв за команду з Ганновера 128 матчів в національному чемпіонаті.

## Виступи за збірну
Саліф народився у Франції у родині вихідців з Сенегалу. Отримавши запрошення від збірної цієї країни, 2013 року оформив її громадянство і того ж року дебютував в офіційних матчах у складі національної збірної Сенегалу.
У складі збірної був учасником Кубка африканських націй 2015 року в Екваторіальній Гвінеї, учасник чемпіонату світу 2018 року.
| Дата       | Місто          | Господарі            | Результат | Гості                | Турнір                                  | Голи | Примітки |
| ---------- | -------------- | -------------------- | --------- | -------------------- | --------------------------------------- | ---- | -------- |
| 8-6-2013   | Луанда         | Ангола               | 1 – 1     | Сенегал              | Відбір до ЧС 2014                       | -    |          |
| 16-6-2013  | Монровія       | Ліберія              | 0 – 2     | Сенегал              | Відбір до ЧС 2014                       | -    |          |
| 14-8-2013  | Сен-Ле-ла-Форе | Замбія               | 1 – 1     | Сенегал              | товариський матч                        | -    |          |
| 7-9-2013   | Дакар          | Сенегал              | 1 – 0     | Уганда               | Відбір до ЧС 2014                       | -    |          |
| 16-11-2013 | Касабланка     | Сенегал              | 1 – 1     | Кот-д'Івуар          | Відбір до ЧС 2014                       | -    |          |
| 5-3-2014   | Сен-Ле-ла-Форе | Сенегал              | 1 – 1     | Малі                 | товариський матч                        | -    |          |
| 25-5-2014  | Каруж          | Сенегал              | 3 – 1     | Косово               | товариський матч                        | -    |          |
| 10-10-2014 | Дакар          | Сенегал              | 0 – 0     | Туніс                | Відбір до Кубка африканських націй 2015 | -    |          |
| 15-11-2014 | Каїр           | Єгипет               | 0 – 1     | Сенегал              | Відбір до Кубка африканських націй 2015 | -    |          |
| 9-1-2015   | Касабланка     | Сенегал              | 1 – 0     | Габон                | товариський матч                        | -    |          |
| 13-1-2015  | Касабланка     | Сенегал              | 5 – 2     | Гвінея               | товариський матч                        | -    |          |
| 23-3-2017  | Лондон         | Нігерія              | 1 – 1     | Сенегал              | товариський матч                        | -    |          |
| 27-3-2017  | Париж          | Кот-д'Івуар          | 1 – 1     | Сенегал              | товариський матч                        | -    | 64'      |
| 6-6-2017   | Дакар          | Сенегал              | 0 – 0     | Уганда               | товариський матч                        | -    |          |
| 10-6-2017  | Дакар          | Сенегал              | 3 – 0     | Екваторіальна Гвінея | Відбір до Кубка африканських націй 2019 | -    |          |
| 2-9-2017   | Дакар          | Сенегал              | 0 – 0     | Буркіна-Фасо         | Відбір до ЧС 2018                       | -    |          |
| 5-9-2017   | Уагадугу       | Буркіна-Фасо         | 2 – 2     | Сенегал              | Відбір до ЧС 2018                       | -    |          |
| 10-11-2017 | Полокване      | ПАР                  | 0 – 2     | Сенегал              | Відбір до ЧС 2018                       | -    |          |
| 27-3-2018  | Дакар          | Сенегал              | 0 – 0     | Боснія і Герцеговина | товариський матч                        | -    |          |
| 31-5-2018  | Люксембург     | Люксембург           | 0 – 0     | Сенегал              | товариський матч                        | -    | 46'      |
| 8-6-2018   | Осієк          | Хорватія             | 2 – 1     | Сенегал              | товариський матч                        | -    | 67'      |
| 11-6-2018  | Гредіг         | Південна Корея       | 0 – 2     | Сенегал              | товариський матч                        | -    |          |
| 19-6-2018  | Москва         | Польща               | 1 – 2     | Сенегал              | ЧС 2018 - груповий етап                 | -    | 49'      |
| 24-6-2018  | Єкатеринбург   | Японія               | 2 – 2     | Сенегал              | ЧС 2018 - груповий етап                 | -    |          |
| 28-6-2018  | Самара         | Сенегал              | 0 – 1     | Колумбія             | ЧС 2018 - груповий етап                 | -    |          |
| 9-9-2018   | Антананаріву   | Мадагаскар           | 2 – 2     | Сенегал              | Відбір до Кубка африканських націй 2019 | -    |          |
| 17-11-2018 | Бата           | Екваторіальна Гвінея | 0 – 1     | Сенегал              | Відбір до Кубка африканських націй 2019 | -    |          |
| 23-3-2019  | Тієс           | Сенегал              | 2 – 0     | Мадагаскар           | Відбір до Кубка африканських націй 2019 | -    |          |
| 26-3-2019  | Дакар          | Сенегал              | 2 – 1     | Малі                 | товариський матч                        | -    | 78' 94'  |
| Усього     |                | Матчів               | 29        |                      | Голів                                   | 0    |          |

## Титули і досягнення
- Срібний призер Кубка африканських націй: 2019